# 耶利瓦勒
耶利瓦勒（瑞典語：Gällivare）是瑞典北博滕省耶利瓦勒市镇的中心城区。该镇人口不足三万，是享誉百年的矿山之城，其铁矿以品质优、储量大著称。所产铁矿石通过大西洋沿岸的挪威纳尔维克港口输向世界。该地不仅采矿设备先进，还聚集了矿产运输、设备维护、技术支持等众多专业化协作公司，堪称现代矿山城市的典范。目前铁矿石开采已经由露天转为地下开采。